# São Marcos da Serra
Sâo Marcos da Serra és una freguesia portuguesa del municipi de Silves, a l'Algarve, amb 154,90 km² d'àrea i 1.352 habitants (en el cens del 2011). La densitat de població n'és de 8,7 hab/km², per això és classificada com una Àrea de Baixa Densitat (ordenança 1467-A/2001).
És en aquest llogaret portugués on hi hagut aparicions de Nossa Senhora da Bondade.

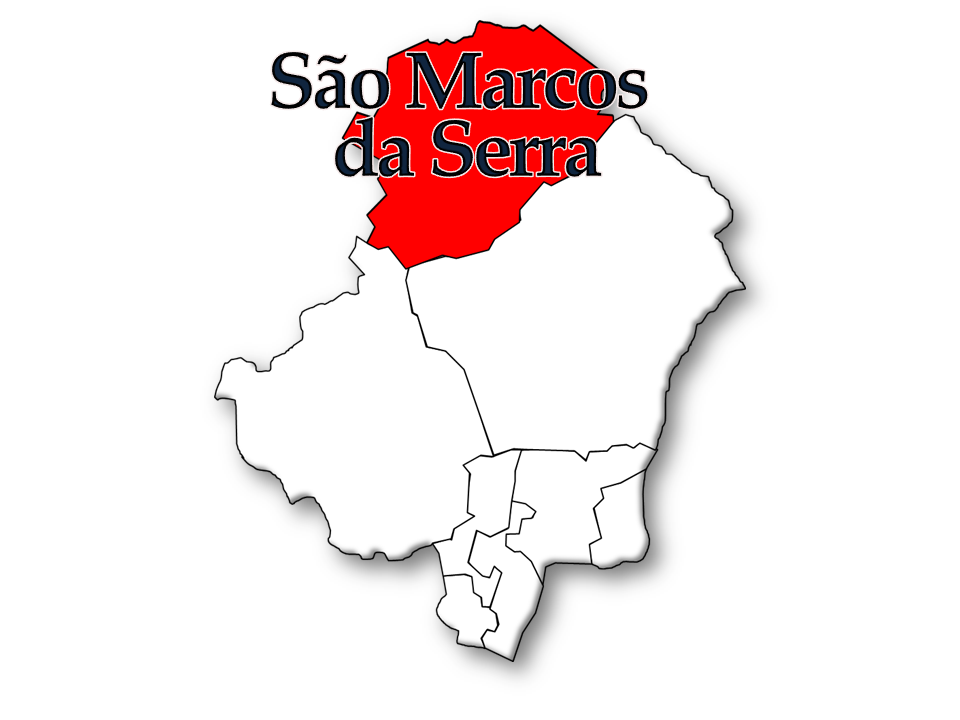
Localització de Sâo Marcos da Serra al municipi de Silves

## Població
| População da freguesia de São Marcos da Serra | População da freguesia de São Marcos da Serra | População da freguesia de São Marcos da Serra | População da freguesia de São Marcos da Serra | População da freguesia de São Marcos da Serra | População da freguesia de São Marcos da Serra | População da freguesia de São Marcos da Serra | População da freguesia de São Marcos da Serra | População da freguesia de São Marcos da Serra | População da freguesia de São Marcos da Serra | População da freguesia de São Marcos da Serra | População da freguesia de São Marcos da Serra | População da freguesia de São Marcos da Serra | População da freguesia de São Marcos da Serra | População da freguesia de São Marcos da Serra |
| --------------------------------------------- | --------------------------------------------- | --------------------------------------------- | --------------------------------------------- | --------------------------------------------- | --------------------------------------------- | --------------------------------------------- | --------------------------------------------- | --------------------------------------------- | --------------------------------------------- | --------------------------------------------- | --------------------------------------------- | --------------------------------------------- | --------------------------------------------- | --------------------------------------------- |
| 1864                                          | 1878                                          | 1890                                          | 1900                                          | 1911                                          | 1920                                          | 1930                                          | 1940                                          | 1950                                          | 1960                                          | 1970                                          | 1981                                          | 1991                                          | 2001                                          | 2011                                          |
| 1 355                                         | 1 683                                         | 2 018                                         | 2 116                                         | 2 635                                         | 3 107                                         | 3 211                                         | 3 313                                         | 4 179                                         | 3 673                                         | 1 694                                         | 2 435                                         | 2 066                                         | 1 535                                         | 1 352                                         |

## Patrimoni
- Església parroquial de Sâo Marcos
- Casa amb fumeral de l'Algarve del segle XVII
- Palau de Trigo